# YouTube
YouTube是源自美国的影片分享網站，也是目前世界最大的線上影片平台，由前PayPal员工查德·赫利、陈士骏和贾韦德·卡里姆于2005年2月14日创立，总部位于美国加州的圣布鲁诺。其名稱由「你」（you）與「映像管」（tube）組合而成。最初其被制作为可上传影片的婚恋交友平台，后改为影片分享网站并得到大众欢迎。2006年11月，Google公司（现Alphabet公司旗下子公司）以16.5亿美元收购YouTube；由於日後Google在數位內容產業的巨大影響力，使其成为全球最大的用户生成内容平台之一。
YouTube允许用户免费上传、观看、评论及分享视频，并提供付费订阅服务，如YouTube Premium（无广告观看、画质增强）和频道会员制度。随着短视频形式的兴起及TikTok等平台的竞争，YouTube于2021年7月推出YouTube Shorts，进一步推动平台用户活跃度和内容增长。
创办初期，网站口号曾被定为，网站标志的形象则来自早期的阴极射线管电视机，后经官方多次修改调整，现为扁平化的红色播放按钮样式。其尚无官方中文译名，过去中国大陆部分用户有时将其译为「油管」、「优兔」、「优途」、「优管」等，現華語圈常以「油管」、「水管」或英語原名縮寫「YT」通稱之，或直接使用「YouTube」之英語全稱。2018年8月，YouTube被第三方机构评为全球第二大热门网站。

## 簡介
2005年，YouTube由陳士駿（英語：Steve Chen）、查德·賀利（英語：Chad Hurley）、賈德·卡林姆（英語：Jawed Karim）等人創立，當中賈德·卡林姆作为网站创始者，亦是YouTube第一支影片《我在動物園》的上传者。
2006年11月，Google公司以16.5億美元收購YouTube，並把其當做一間子公司來經營。Google最初对于如何透过YouTube盈利，一直保持著谨慎的态度。收購後的YouTube依然風靡全球網路使用者。花旗銀行分析師認為，以2012年計算，Google从YouTube獲得24億美元的收入。
无Google帳號的用户仍可以觀看YouTube中的影片，但無法上传影片訂閱及点赞留言。註冊用戶理论上可以無限量上傳影片，但根据用户权限的不同会限制影片上传的频率。當影片多次被檢舉并經過核實後，含有暴力或裸露的内容會被定性為「18歲以上註冊用户才可以觀看（黃標）」，而色情以及侵犯版权等违反《YouTube使用条款》的内容（比如仍在上映或發行影音產品的电影，電視劇或動畫片）會被刪除，另外也禁止買賣特定的主題影片。
YouTube創辦的原意是為了方便朋友之間分享錄影片段，後來逐漸成為網友的回憶儲存庫和作品發佈場所。賈德·卡林姆曾稱，他無法輕易找到2004年超級盃事件的影片片段而感到沮喪，這為YouTube和後來的Vevo創作提供了靈感。就像許多以新技術創業的公司，YouTube開始時亦是靠天使融資創立，辦公室也只是在一間簡陋的車庫內。YouTube最早是藉由風險投資進而發展的新興科技公司，並從2005年11月自紅杉資本收到的350萬美元，2006年4月又自此額外拿到800萬美元，總計收到約1150萬美元的投資金額。 此外，YouTube的合夥人兼PayPal前任首席財務官Roelof Botha亦成為YouTube的董事，進行YouTube的營運管理。YouTube與有線電視新聞網、美國廣播公司達成合作，並定期上傳影片。藉著這些，YouTube公司的資本在其剛開始的最初幾個月內開始有用戶聚集，經歷巨大的成長。
YouTube早期的總部位於加利福尼亚州San Mateo的比薩店和日本餐馆。YouTube的域名「www.youtube.com」於2005年2月15日正式註冊使用，而網站的開發與改進則在隨後的幾個月持續進行。2005年4月23日，第一部YouTube影片被上傳，影片標題為「我在動物園」，內容是賈德·卡林姆正在聖地牙哥動物園中，目前該影片仍可在網站上觀看。

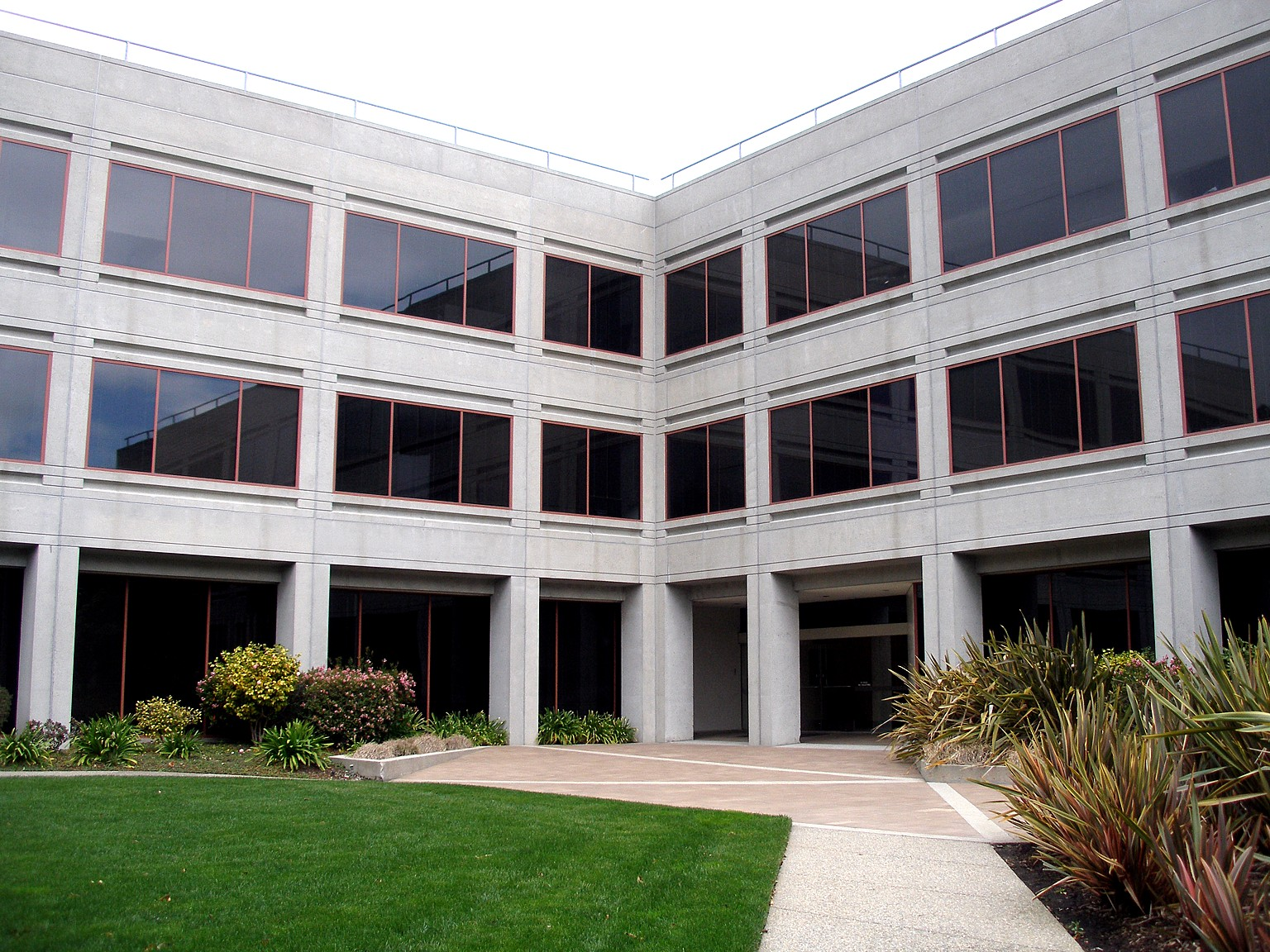
2006年至2010年的YouTube總部

2005年5月，YouTube公司提供一個公開的測試版本，並於六個月後改為正式版本。2006年夏天時，YouTube網站開始蓬勃發展，這時站內已經有4000部條短片，日瀏覽量達600萬，YouTube因此成為一個在全球資訊網上成長最快速的網站，並被Alexa統計為排名第五的最熱門網站，甚至超過當時MySpace的成長率。同年7月16日，YouTube公司自行統計，並宣布該網站每天有超過65000部新影片被上傳，同時每天全球有近1億次的瀏覽紀錄和100萬人觀賞站內的影片。
此外另有統計指出，YouTube每月平均有近20萬人使用，男女比例約為44％的女性、56％的男性，而使用年齡層則以12~17歲為主。在成立後的短短15個月，YouTube已經超越同類型的MSN Video與Google Video等網站，成為本世紀最多人瀏覽的影片分享網站；如根據Hitwise公司的統計數據，YouTube已擁有高達64％的英國線上影片分享市場。根據「市場調查公司」comScore所公布的統計數據顯示，YouTube為美國的主要影片提供網站，其市場佔有率為約43%。
加利福尼亚州聖布里諾是YouTube總公司的所在地，網站藉由HTML5 WebM影片格式來播放由上傳者製成的影片內容，包括電影剪輯、電視短片、预告片、音樂錄影帶等，以及其他上傳者自製的影片，如VLOG、原創的影片等。大部分YouTube影片的上載者為個人，但也有一些媒體公司如哥倫比亞廣播公司、英國廣播公司、VEVO以及其他團體與YouTube有合作夥伴計劃，上傳自家錄製的影片。
現今YouTube已經成為影音網站的翹楚，不單在娛樂音樂市場上吸引觀眾，又成功把龐大流量轉變為社群平台，並激發網上創作產業，例如每年YouTube名人的演出YouTube FanFest等收看人數與收入都相當驚人；同時企業則透過申請官方帳號用作廣告與線上傳媒、NGO的推廣公關等等，成為又一段矽谷文化新創成功的經營典範。當然也是因為硬體支援，才能承受龐大的資訊量而發展起來，還有恰好的創業時機換來的知名度與其爆紅效應。儘管有大量用戶支持，但同類型網站激烈競爭下內容更變得重要，因此近幾年YouTube眼光開始轉向網路知名製作者。YouTube對這些擁有百萬訂閱的人十分器重，會給予他們獎盃回饋與官方聚會活動邀請、以及更高的薪資分紅等等（這類職業化的影片創作者被稱為YouTuber）。追求高點擊率已經成為許多人獲取財富的方式之一。第一個破十億點閱率的男歌手是PSY（Gangnam Style），第一個破十億點閱率的女歌手是凱蒂·佩芮。2015年9月，PewDiePie成为第一个观看次数超过100亿次的YouTube频道。
截至2017年2月统计，YouTube每分鐘上傳的影片時數長超過400小時，每天的觀看時數長達10億小時。据Alexa Internet报導，截至2018年8月，YouTube被评为全球第二大热门网站。

## 歷史

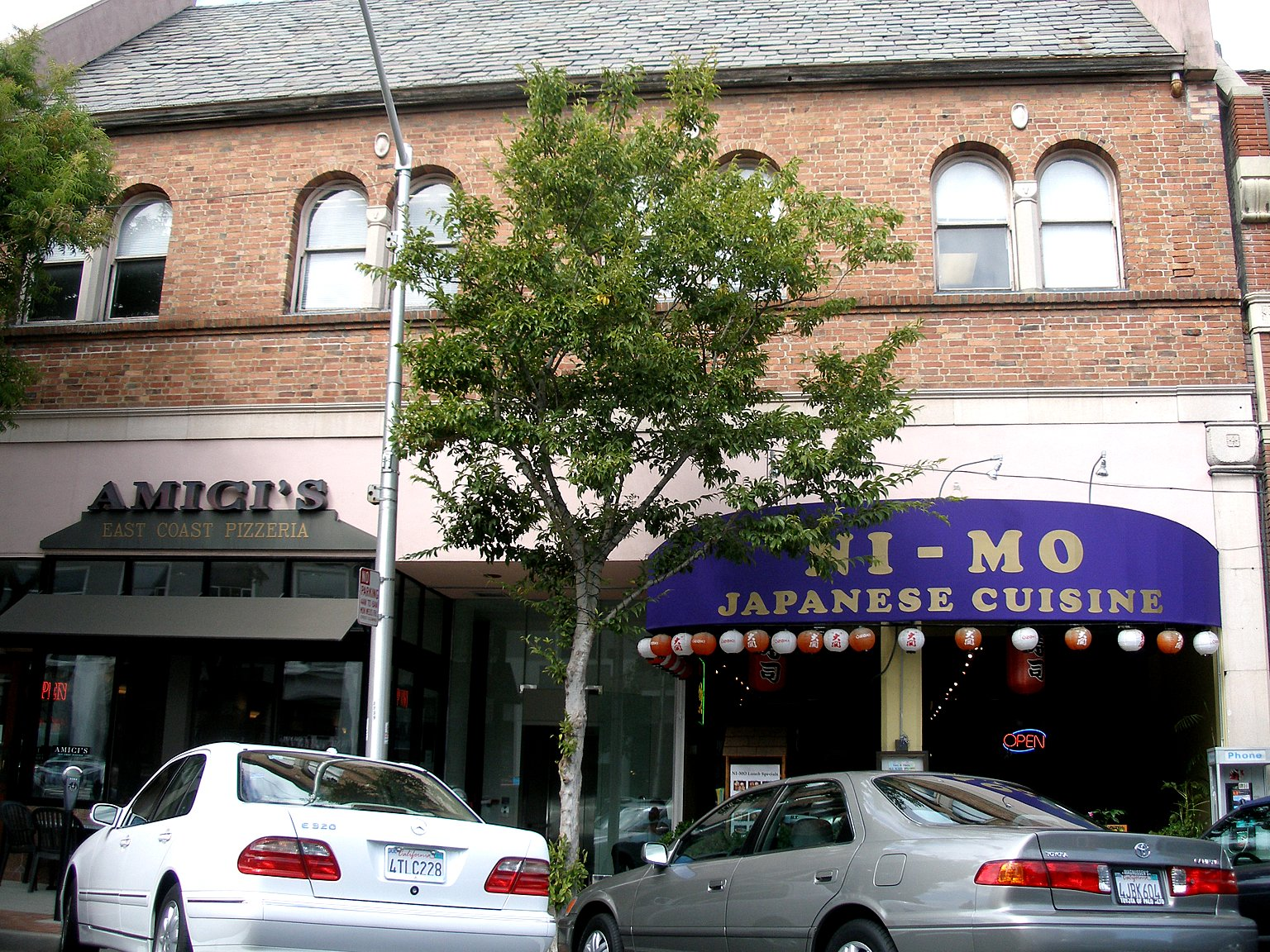
YouTube的早期總部位於加利福尼亚州的圣布鲁诺

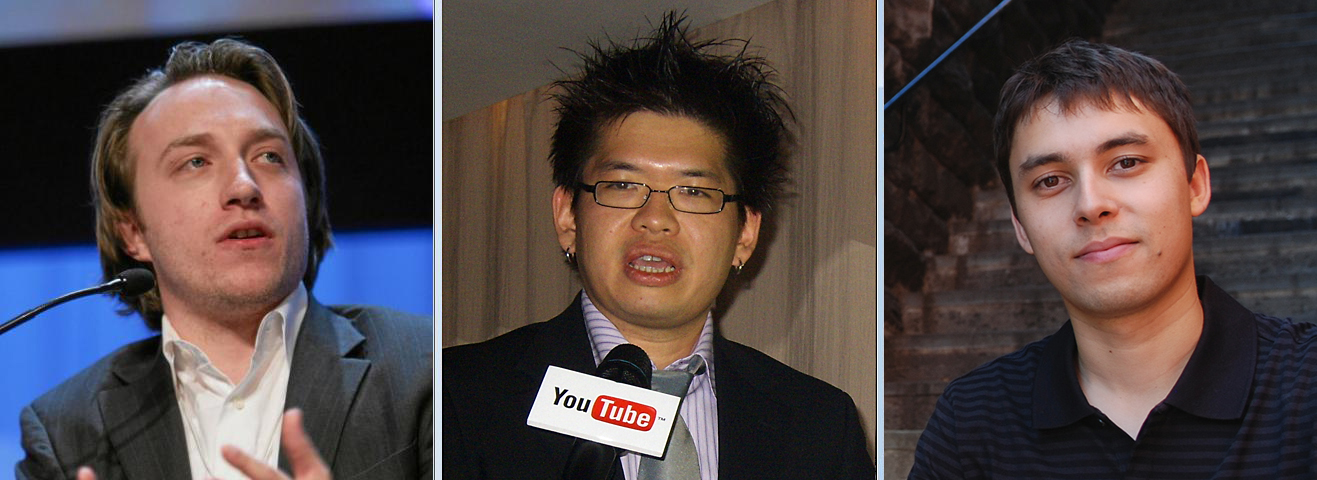
从左到右：YouTube的创始人查德·賀利，陳士駿和贾德·卡林姆

### 初期创立（2005-2006年）
YouTube成立於2005年2月，由三名前PayPal僱員查德·賀利、陳士駿、贾德·卡林姆創辦。在為PayPal工作前，查德於賓州印第安那大學學習設計，陳士駿則共同在伊利諾大學厄巴納-香檳分校學習電腦科學。同年4月23日，YouTube第一部上傳影片，標題為「我在動物園」，该影片长度只有19秒，在影片中，卡林姆站在加州圣地亚哥动物园的一个大象面前说：“这些家伙有好长好长好长的鼻子，好酷”。至2006年7月，YouTube每天平均上传6万多个视频，日浏览量达到1亿。

### "Broadcast Yourself"时期（2006年–2013年）
2006年10月9日，Google宣布以價值16.5億美元的股票收購YouTube網站，這筆交易最後於同年11月13日定案，這筆交易亦也是當時Google的第二大收購案。收購過後YouTube仍由其共同創始人和67名員工在公司內部自行營運，並不直接受到Google的影響。同時Google也與環球唱片、SonyBMG及華納音樂及哥倫比亞廣播公司達成內容授權及保護協議，解除市場對影音內容供應商可能追究侵權內容而升高法律行動的疑慮。

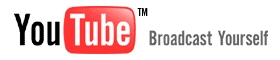
YouTube自推出以来使用至2011年的logo;。

2006年11月，由於YouTube網站的域名www.youtube.com與另一網站www.utube.com的域名相似，引發爭議。該網站的所有公司Universal Tube & Rollform Equipment決定向YouTube提出法律訴訟。最後由該公司修改其網站域名為www.utubeonline.com結束此案。合併之後，Google並未提供YouTube運營成本的詳細數字，在2007年針對YouTube收入的監管文件上標記為「無審計重要性」。
2007年10月17日及18日，YouTube分別開放臺灣及香港兩地的中文網站。配合YouTube台灣的問世，YouTube與天下雜誌、三立電視、中國電視公司、公共電視台、雄獅旅行社等簽訂內容供應合作協議；而配合YouTube香港的面世，YouTube則與香港多個著名機構簽下內容供應合作協議，包括電視廣播有限公司、亞洲電視、香港旅遊發展局、香港電台及天映娛樂。2008年8月1日，YouTube开始正式支持简体中文。
2008年6月，《富比士》雜誌的一篇文章中預估YouTube在2008年的總收入約有2億美元，並特別注意其在廣告銷售方面。

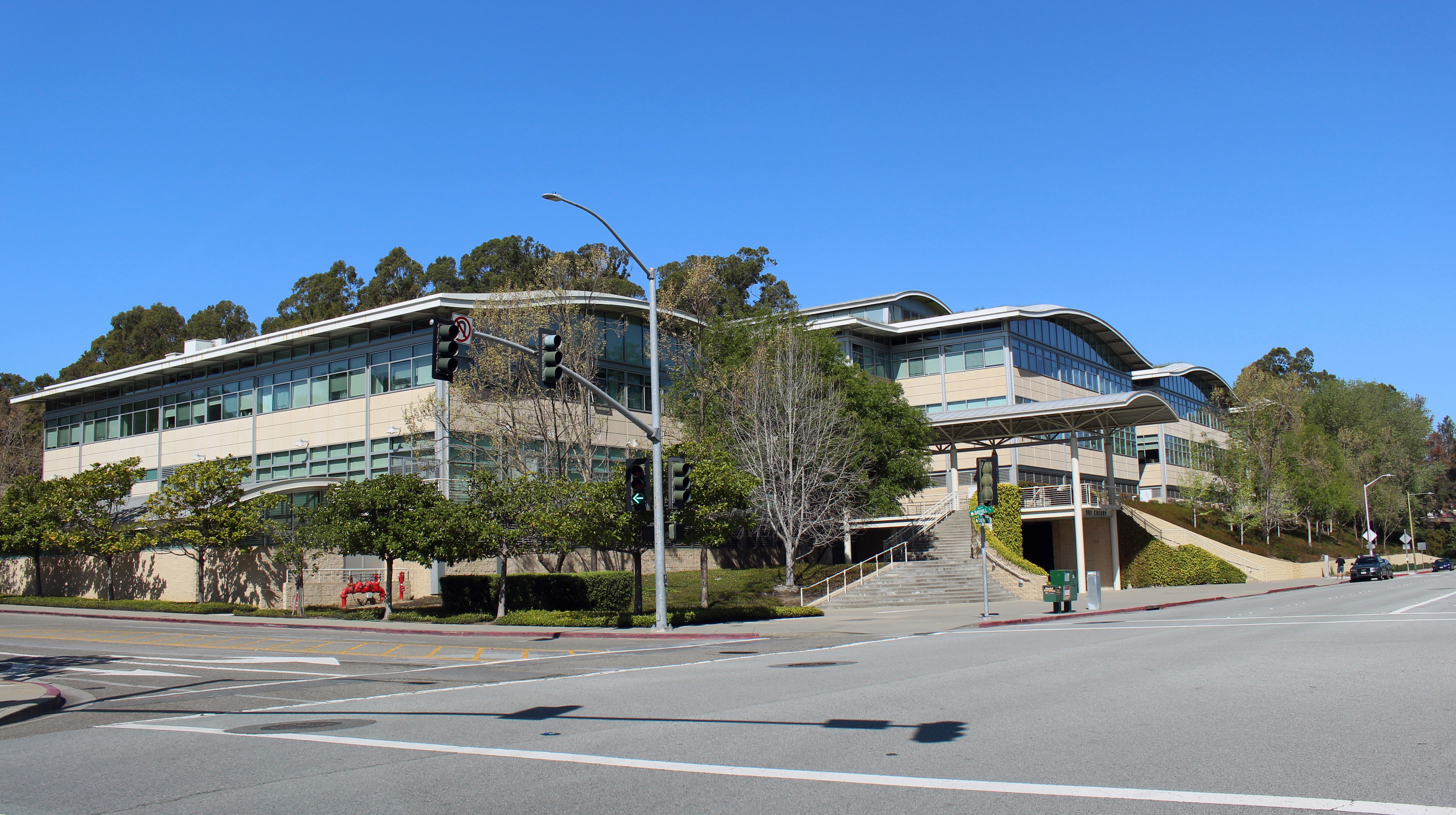
YouTube目前總部位於加利福尼亞州聖布里諾

2008年11月，YouTube與米高梅公司、獅門娛樂公司和哥倫比亞廣播公司達成協定，允許在其美國網站內播放完整長度的電影和電視劇集。這舉動是為了能和已獲授權而能播放國家廣播公司、福斯廣播公司影集的Hulu競爭。2009年11月中，YouTube再次與英國第四台簽署合約，英國第四台將把旗下節目完整上傳到YouTube的電視專區《Show》，讓英國的YouTube的用戶免費且完整觀看英國第四台的節目，總計與超過60家的合作公司上傳約有4000多個完整的影集；英國第四台成為全球第一家提供完整節目給YouTube使用的大眾媒體。2010年1月，YouTube又提供給美國用戶電影出租服務。
2010年3月，YouTube開始免費提供某些內容的影片或影集，如印度超級板球聯賽的轉播。YouTube的報告指出，這是全球第一個免費線上廣播的體育盛事。
2010年3月31日，YouTube網站更改頁面成更簡潔的設計，其目的在於簡化整體界面，以增加使用者停留在網站的時間。Google產品經理Shiva Rajaraman對此評論：「我們覺得，我們真的需要稍微退一步，以消除站內混雜的資訊。」同年5月，報導指出，YouTube一天有超過20億部影片被觀賞，並被形容為「超過美國三大電視頻道於黃金時段觀看總人數的一倍左右」。
2011年3月，YouTube开始向直播业务拓展。YouTube收购原创网络视频公司Next New Networks。4月，YouTube正式开启直播业务，推出YouTube Live服务。YouTube Live支持现场播放众多节目，包括演唱会、新闻报道、皇家婚礼和奥运会等重大活动。
2013年5月10日，YouTube推出付费频道订阅项目，允许一些视频创作者向特定内容的观众收取月费。

### 稳步发展（2014年–）

YouTube2015年至2017年的logo

2015年8月26日， YouTube推出電子遊戲影音串流平台YouTube Gaming，其目的在於跟Twitch競爭。
2017年6月6日，《2017年BrandZ最具价值全球品牌100强》公布，YouTube名列第65位。
2017年8月29日，YouTube推出新的標誌，新標誌仍維持過去的紅白對比色。
2018年5月22日，YouTube向用户推出一款新的音乐流媒体服务YouTube Music。
2018年6月6日，《2017年BrandZ最具价值全球品牌100强》公布，YouTube名列第43位。
2018年6月，YouTube宣佈聘请Derek Blasberg入主時裝及美妝部門，負責維繫品牌關係，邀請更多其他行業當中的重要人士使用YouTube。
2020年，因應2019冠狀病毒病疫情影響，許多人花費比平常更多時間在家中，使得观看YouTube的人数大增，造成網路壅塞。為此YouTube將歐盟內影片播放的預設畫質調整為720p。同年11月開始，YouTube在所有影片上展示广告。
2021年11月11日，YouTube宣布為了保護創作者免於遭到騷擾和鎖定攻擊，所有影片的「倒讚」（dislike）總數將不再公開顯示。

## 財務
在被Google收購前，YouTube宣布其商業模式是以廣告為基礎，平均每月受益為1500萬美元。一些業界評論家推測YouTube的營運成本，特別是網絡頻寬上可高達每月5至6萬美元，進而批評類似的許多網路初創企業沒有一個可行的業務模式。2006年3月，廣告開始在網站上推出；同年4月，YouTube也開始使用Google AdSense。YouTube後來停止使用AdSense，但仍有在局部地方使用中。
廣告是YouTube的主要獲得收入的機制，這一相關課題也受到科學的分析。唐·泰普史考特和安東尼·威廉斯在其共同推出的《維基經濟學》一書中指出，YouTube在網路的基礎上，為一個集體協作的經濟例子。「無論你的公司業務是更親近波音和寶潔，或者是更像YouTube和flickr，總是需要龐大的資金並藉由正確的方式來招募外部人才。一些公司認為透過維基經濟學這種新模式，可以有重大的改變甚至影響同種行業的競爭規則，即處理公開內容的新型商業模式將不再由傳統的媒體機構負責，而是由如Google、雅虎和YouTube等公司負責。這種新一代的公司並不會受到過去的規則拘束，使他們能夠更敏捷的響應客戶需求。更重要的是，他們明白需要瞭解且控制的大量的資訊，如果他們能提供令人相信的場地，便能建立各式各樣的共享內容，免費的內容和更優質的服務僅是要吸引他們從廣告而來的收入。」
泰普史考特和威廉斯認為這是新型態媒體公司設法賺錢的定理。在新的網路經濟中，他們將長期利用維基經濟學的原則，並在其基礎上互相開放、對等、共享，且慢慢將範圍擴展至全球。這些公司可以利用此原則在非營利性的Web 2.0中獲利：「公司能因應客戶來設計裝配產品，在大多數情況下將可以因此獲利」，兩人認為結果將會是經濟的民主。還有其他意見理論也同意塔普斯科特和威廉姆斯的論點，原因是有越來越多基於對等所開放的原始碼／內容的網路共享資源。但他們認為這結果是不是一經濟上的民主，而是一種微妙形式的剝削，其中隨著勞力成本的降低因此改成以網路為基礎的全球外包工程。
第二種觀點是如Christian Fuchs在他的著作《Internet and Society》一書中認為YouTube的商業模式，是一個基於與商品和禮物相結合的例子；第一個是免費的，第二個開始便是為了獲利。這本書所指出的經營策略是結合首先似乎是完全不同的禮物和商品，YouTube藉由提供免費提供空間獲取其用戶的瀏覽，這讓其可以在原則上提高更多廣告費率，更多的用戶也就代表更多的利潤，隨著規模擴大也會進一步獲得其他有興趣的廣告客戶。YouTube藉由其受眾人歡迎，進而販售給廣告客戶。
「商品化的網路空間皆為利潤導向，但它們所提供的商品不一定得是具有交換價值或者是市場導向，在某些情況下（如：Google、Yahoo雅虎、MySpace、YouTube、網景）提供免費商品或平台來作為禮品已增加使用戶的數量，廣告商也可以因而進駐，最後仍然達到盈利的目的。」

## 本地化
2007年6月19日，YouTube於巴黎宣佈開始拓展全球本地化服務，第一波首先推出10種語言版本。在台灣出生的創辦人之一陳士駿於2007年10月回到故鄉，並宣佈正式成立台灣中文版YouTube。目前YouTube已經可以自動識別用戶電腦的語言並跳轉到相應的頁面，界面可供選擇的語言共76種（含变体），並提供89個地區的版本（含世界版）。不同國家地區版本會根據當地民眾的搜尋習慣顯示熱門瀏覽。
| YouTube推出本地化版本的國家/地區 | YouTube推出本地化版本的國家/地區 | YouTube推出本地化版本的國家/地區 | YouTube推出本地化版本的國家/地區 |
| 國家/地區                        | 缩写                             | 語言                             | 上線日期                         |
| -------------------------------- | -------------------------------- | -------------------------------- | -------------------------------- |
| 美国                             | 无                               | 英语                             | 2005年2月15日                    |
| 巴西                             | BR                               | 葡萄牙語                         | 2007年6月19日                    |
| 西班牙                           | ES                               | 西班牙语                         | 2007年6月19日                    |
| 法國                             | FR                               | 法语                             | 2007年6月19日                    |
| 爱尔兰                           | IE                               | 愛爾蘭英語                       | 2007年6月19日                    |
| 義大利                           | IT                               | 意大利语                         | 2007年6月19日                    |
| 日本                             | JP                               | 日语                             | 2007年6月19日                    |
| 波蘭                             | PL                               | 波兰语                           | 2007年6月19日                    |
| 英国                             | UK                               | 英國英語                         | 2007年6月19日                    |
| 荷蘭                             | NL                               | 荷蘭語                           | 2007年6月19日                    |
| 墨西哥                           | MX                               | 墨西哥西班牙語                   | 2007年10月11日                   |
| 香港                             | HK                               | 英語、粵語及普通話               | 2007年10月17日                   |
| 臺灣                             | TW                               | 國語、閩南語                     | 2007年10月18日                   |
|                                  | AU                               | 澳大利亞英語                     | 2007年10月22日                   |
| 新西兰                           | NZ                               | 紐西蘭英語                       | 2007年10月22日                   |
| 加拿大                           | CA                               | 加拿大英語和加拿大法語           | 2007年11月6日                    |
| 德国                             | DE                               | 德语                             | 2007年11月8日                    |
| 俄羅斯                           | RU                               | 俄语                             | 2007年11月13日                   |
|                                  | KR                               | 韓語                             | 2008年1月23日                    |
| 印度                             | IN                               | 印度英語和印地语                 | 2008年5月7日                     |
| 捷克                             | CZ                               | 捷克语                           | 2008年10月9日                    |
| 以色列                           | IL                               | 希伯来语                         | 2008年9月16日                    |
| 瑞典                             | SE                               | 瑞典語                           | 2008年10月22日                   |
| 蘇格蘭                           | KL                               | 蘇格蘭英語                       | 2009年1月13日                    |
| 南非                             | ZA                               | 南非英語                         | 2010年5月17日                    |
| 阿根廷                           | AR                               | 阿根廷西班牙语                   | 2010年9月8日                     |
| 阿爾及利亞                       | DZ                               | 阿拉伯語                         | 2011年3月9日                     |
| 埃及                             | EG                               | 阿拉伯語                         | 2011年3月9日                     |
| 沙烏地阿拉伯                     | SA                               | 阿拉伯語                         | 2011年3月9日                     |
| 突尼西亞                         | TN                               | 阿拉伯語                         | 2011年3月9日                     |
| 约旦                             | JO                               | 阿拉伯語                         | 2011年3月9日                     |
| 摩洛哥                           | MA                               | 阿拉伯語                         | 2011年3月9日                     |
| 葉門                             | YE                               | 阿拉伯語                         | 2011年3月9日                     |
|                                  | KE                               | 斯瓦希里語和肯亞英語             | 2011年9月1日                     |
| 菲律賓                           | PH                               | 英語和菲律賓語                   | 2011年10月13日                   |
| 新加坡                           | SG                               | 英语、马来语和普通話             | 2011年10月20日                   |
| 比利时                           | BE                               | 比利時法語和比利時荷蘭語         | 2011年11月16日                   |
| 哥伦比亚                         | CO                               | 哥倫比亞西班牙語                 | 2011年11月30日                   |
|                                  | EC                               | 厄瓜多西班牙文                   | 2011年12月1日                    |
| 乌干达                           | UG                               | 烏干達英語                       | 2011年12月2日                    |
| 奈及利亞                         | NG                               | 奈及利亞英語                     | 2011年12月7日                    |
| 智利                             | CL                               | 智利西班牙語                     | 2012年1月20日                    |
| 匈牙利                           | HU                               | 匈牙利语                         | 2012年2月29日                    |
| 马来西亚                         | MY                               | 马来语、普通話和英語             | 2012年3月22日                    |
| 秘魯                             | PE                               | 祕魯西班牙語                     | 2012年3月25日                    |
| 阿联酋                           | AE                               | 阿拉伯语和英語                   | 2012年3月29日                    |
| 希腊                             | GR                               | 希臘語                           | 2012年5月1日                     |
| 印度尼西亞                       | ID                               | 印尼語和印尼英語                 | 2012年5月17日                    |
|                                  | GH                               | 加纳英語                         | 2012年6月5日                     |
| 塞内加尔                         | SN                               | 塞內加爾英語                     | 2012年7月4日                     |
| 土耳其                           | TR                               | 土耳其語                         | 2012年10月1日                    |
| 乌克兰                           | UA                               | 烏克蘭語                         | 2012年12月13日                   |
| 委內瑞拉                         | VE                               | 委內瑞拉西班牙語                 | 2012年12月13日                   |
| 丹麦                             | DK                               | 丹麥語                           | 2013年2月1日                     |
| 芬兰                             | FI                               | 芬蘭語                           | 2013年2月1日                     |
| 挪威                             | NO                               | 挪威語                           | 2013年2月1日                     |
| 瑞士                             | CH                               | 德語、法語和義大利語             | 2013年3月29日                    |
| 奥地利                           | AT                               | 德語                             | 2013年3月29日                    |
| 羅馬尼亞                         | RO                               | 羅馬尼亞語                       | 2013年4月18日                    |
| 葡萄牙                           | PT                               | 葡萄牙語                         | 2013年4月25日                    |
| 斯洛伐克                         | SK                               | 斯洛伐克語                       | 2013年4月25日                    |
| 巴林                             | BH                               | 阿拉伯語                         | 2013年8月16日                    |
| 科威特                           | KW                               | 阿拉伯語                         | 2013年8月16日                    |
| 阿曼                             | OM                               | 阿拉伯語                         | 2013年8月16日                    |
|                                  | QA                               | 阿拉伯語                         | 2013年8月16日                    |
|                                  | BA                               | 克羅埃西亞語和塞爾維亞語         | 2014年3月17日                    |
| 保加利亚                         | BG                               | 保加利亞語                       | 2014年3月17日                    |
| 爱沙尼亚                         | EE                               | 愛沙尼亞語                       | 2014年3月17日                    |
|                                  | HR                               | 克羅埃西亞語                     | 2014年3月17日                    |
| 立陶宛                           | LT                               | 立陶宛語                         | 2014年3月17日                    |
| 拉脫維亞                         | LV                               | 拉脫維亞語                       | 2014年3月17日                    |
| 蒙特內哥羅                       | ME                               | 克羅埃西亞語和塞爾維亞語         | 2014年3月17日                    |
| 北馬其頓                         | MK                               | 塞爾維亞語和土耳其語             | 2014年3月17日                    |
| 塞爾維亞                         | RS                               | 塞爾維亞語                       | 2014年3月17日                    |
| 斯洛維尼亞                       | SI                               | 斯洛文尼亚语                     | 2014年3月17日                    |
| 泰國                             | TH                               | 泰语                             | 2014年4月1日                     |
| 黎巴嫩                           | LB                               | 阿拉伯語                         | 2014年5月1日                     |
| 波多黎各                         | PR                               | 西班牙語和英語                   | 2014年8月23日                    |
| 冰島                             | IS                               | 冰島語                           | 2014年                           |
| 盧森堡                           | LU                               | 法語和德語                       | 2014年                           |
| 越南                             | VN                               | 越南语                           | 2014年10月1日                    |
| 利比亞                           | LY                               | 阿拉伯語                         | 2015年2月1日                     |
| 坦桑尼亚                         | TZ                               | 斯瓦希里語和英語                 | 2015年6月2日                     |
| 辛巴威                           | ZW                               | 英語                             | 2015年6月2日                     |
|                                  | AZ                               | 亞塞拜然語                       | 2015年10月12日                   |
| 白俄羅斯                         | BL                               | 俄語                             | 2015年10月12日                   |
|                                  | GE                               | 喬治亞語                         | 2015年10月12日                   |
|                                  | KA                               | 哈薩克語                         | 2015年10月12日                   |
| 尼泊尔                           | NE                               | 尼泊爾語                         | 2016年1月12日                    |
| 巴基斯坦                         | PA                               | 烏爾都語和巴基斯坦英語           | 2016年1月12日                    |
| 斯里蘭卡                         | LK                               | 僧伽羅語和坦米爾語               | 2016年1月12日                    |
| 伊拉克                           | IR                               | 阿拉伯語                         | 2016年                           |
| 牙买加                           | JA                               | 牙买加英語                       | 2016年                           |

## 網站技術
YouTube採用Sorenson Spark與HTML5提供之影像編碼技術，將用戶上傳影像檔案進行壓縮轉檔。今日YouTube影片內容十分豐富，涵蓋個人影片及電視節目片段，音樂錄影帶及家居錄影等。YouTube影像品質曾经遠不如RealVideo與Windows Media等線上串流技術，但因低頻寬需求並可簡易地藉由Flash Plug-in內嵌於個人的blog或其他網站中而迅速取得壓倒性的知名度與成功。不过现在YouTube的影片畫質却在各个影片网站中首屈一指，在2009年11月甚至支援1080p分辨率的高畫質影片。有研究與投資公司決策高層指出，YouTube的網站流量需求極高，甚至每月需要因而支付大約100萬美元的費用。在2006年3月，YouTube開始在網站賣廣告。然而目前已知，在YouTube中使用「播放清單」進行「自動播放」時，有導致影音播放不同步的累進誤差，導致此現象的原因至今不明。
YouTube自2014年4月8日起，将停止支援的浏览器增加到Internet Explorer 8及以下版本。

### 影片播放
一般情况下，桌面端觀看YouTube影片的使用者需要在電腦安裝網頁瀏覽器，只要其瀏覽器支援HTML5標準即可播放YouTube的網路影片。但只有支援HTML5且使用H.264或WebM格式的瀏覽器可以直接播放影片，且並不是所有的影片都能觀看。
2010年1月YouTube推出一實驗版的網站，它使用內置的多媒體功能以替代網絡瀏覽器來達到HTML5的標準。這使得觀看影片前，並不需要事先安裝任何其他插件。目前YouTube網站上另有一個頁面，允許其所支援的瀏覽器選擇HTML5模式來試用。
從2011年4月開始，所有上傳到YouTube的影片都被轉換成VP9/WebM格式，而舊的影片也分階段轉成VP8/WebM格式。
從2015年1月27日起，YouTube預設使用HTML5播放器。
YouTube會向用戶自動推薦影片，截至2019年初，有70%用戶觀看的影片來自自動推薦。

### 影片上傳
目前擁有YouTube帳戶的使用者所能上傳的影片長度其標準限制時間為15分鐘（指單個）。2005年YouTube創站剛開始並沒有限制影片長度。
2006年3月，YouTube改將影片長度限制在10分鐘，這是因為YouTube發現超過這段時間的影片大多是未經授權而上傳的電視節目或者是電影內容，之後僅開放自2007年以前申請導演版帳號的使用者或是與YouTube有合作關係的大眾媒體，可以上傳超過60分鐘的影片。
2010年7月，YouTube放寬影片長度限制由10分鐘增加至60分鐘，而與YouTube有合作關係的大眾媒體，仍可以上傳超過60分鐘的影片。而如果使用Java上傳者則可增加至20GB。
2015年，YouTube調升上傳檔案上限為128GB或片長不超過12小時,但是需要用户通过手机号接收验证码验证youtube账号。未經驗證Google帳戶的YouTube使用者仍預設上傳片長上限為15分鐘。
2021年5月，YouTube調升上傳檔案上限為256GB或片長不超過12小時。未經驗證Google帳戶的YouTube使用者仍預設上傳片長上限為15分鐘。
截至2021年，YouTube使用語音辨識技術為上傳的影片提供13種語言版本的自動隱藏字幕，也為創作者工作室提供手動隱藏式字幕。YouTube曾提供「社群字幕」功能，觀眾可以在影片上傳者批准後提交編寫的字幕以供公開顯示，但該功能已於2020年9月停用。
YouTube的影片上傳支援大多數常見的視訊檔案格式或視訊編解碼器，包括MOV、MPEG-1、MPEG-2、MPEG4、MP4、MPG、AVI、WMV、MPEGPS、3GPP、WebM、DNxHR、ProRes、CineForm、HEVC(即h265)。。

### 視訊編解碼器和影片品質
最早，YouTube僅提供影片使用H.263視訊編解碼器，且只支援320x240像素畫質以及單聲道MP3音訊。2007年6月，YouTube增加一個能在行動電話上選擇觀看3GP格式影片的功能。2008年3月，增加一個480x360像素分辨率的高品質模式；同年11月，增加720p的高清晰度影片支援模式，同時播放器也能從4:3螢幕大小改為16:9的寬螢幕。有了這項新功能，YouTube的開始改使用H.264和VP8作為其預設的視訊編解碼器。2009年11月，又加入1080pHD的影片支援模式。2010年7月，YouTube宣布計畫推出一系列的影片4k的格式，且預計其中有一模式的影片分辨率高達4096x3072像素。
目前YouTube影片可在一個範圍內由用户決定所想要的像素水準，分別以標準品質（SQ），高品質（HQ）和高清晰度（HD）來取代之前以數值代表垂直分辨率的方法。而當前以VP9作為預設的視訊編解碼器、音訊則改為Opus格式。YouTube在大部分的瀏覽器上優先使用WebM格式播放，如果瀏覽器和設備或者舊型操作系统不支援VP9/WebM，則改採用H.264和AAC來播放。
2013年10月起4K改採自適性串流技術。4K影片只支援VP9視訊編解碼器來播放。

### 註解
從2008年到2017年，用戶可以在視頻中添加「註解」 ，比如彈出式文本消息和超鏈接。 這些功能被顯著地用作互動式影片的基礎，它使用到其他影片的超鏈接來實現分支元素。 2017年3月，註解編輯器被宣布停止使用，該功能將被淘汰，這是因為它們的使用量急劇下降，用戶對其感到厭煩，且不兼容於移動版本的服務。 2019年1月15日，所有視頻中的註解都被完全刪除。 Youtube 推出了標準化的小工具，旨在以跨平台的方式取代註解，包括「終端屏幕」(客戶自定義的特定影片的縮略圖陣列，顯示在影片的最後)和「卡片」 ，但它們不向後兼容現有的註解，而刪除註解也將失去所有依賴於它們的互動體驗。

### 3D觀賞
在2009年7月21日的一段上傳影片中，YouTube的軟體工程師彼得 · 布拉德肖(Peter Bradshaw)宣佈YouTube用戶可以上傳三維電影並加以觀賞。 視頻可以用幾種不同的方式觀看，包括常見的Anaglyph(青 / 紅鏡頭)方法，該方法藉由讓觀看者佩戴眼鏡來達到3D效果。Youtube Flash 播放器可以並行地或使用「紅色 / 青色」、「綠色 / 洋紅色」或「藍色 / 黃色」的組合，來顯示行列交錯或棋盤格格式的立體視覺內容。 2011年5月，HTML5版本的YouTube播放器開始支援與 NVIDIA 3D Vision 播放器兼容的並排3D畫面。 目前特徵集被縮減，3D特徵只支援無並排支援的「紅色 / 青色」Anaglyph。

### 360度影片
2015年3月14日，YouTube宣佈其支援360度影片的上傳與觀看。這代表可以從不同角度觀看YouTube影片。360度影片可藉由虛擬現實系統Google Cardboard或其他虛擬現實頭戴裝置來觀看。還支援以高達 4K 解析度的畫質對 360° 影片進行串流直播。
在2017年,YouTube開始推廣另一種替代的立體影片格式，稱為VR180，該格式僅限於180度的視野,但由於比360度視頻更易於製作，且由於不對影片進行等距投影，允許影片保持更多的深度，因此該格式獲得了推廣。

### 直播
直播流支持 HDR，最高可达 4K 分辨率，60 fps，还支持 360° 视频，用户开通直播功能需要通过手机号验证。

## 服务

### YouTube Kids
YouTube兒童版是專屬於兒童的YouTube程式，安全政策比一般YouTube審查更加嚴格，面向儿童的影片会被自动列为YouTube Kids影片。在YouTube Kids中的内容无法点赞和评论。目前该服务且仅在部分国家和地区推出。

### YouTube Shorts
2020年，YouTube開始推出短視頻YouTube Shorts，并于2021年7月正式上线。最初用戶可以上傳1分鐘以内的影片，直到2024年末，YouTube开始允许用户上传最长3分钟内的竖屏影片作为Shorts发布。

### YouTube Music
2015年，YouTube推出了YouTube Music音乐软件，为面向音乐串流的服务提供量身定制的界面，允许用户根据喜好，播放列表和推荐浏览YouTube上的音乐影片。

### YouTube TV
YouTube TV是基于网络的电视服务，用户可以通过YouTube TV观看直播和点播电视节目，如来自美国广播公司等电视频道的实时直播。它被称为“整体最佳直播电视流媒体服务”，一共提供100多个电视频道直播，且没有隐藏费用。用户可以通过购买附加组件获得更多服务，选择自己需要的功能。

## 社會影響

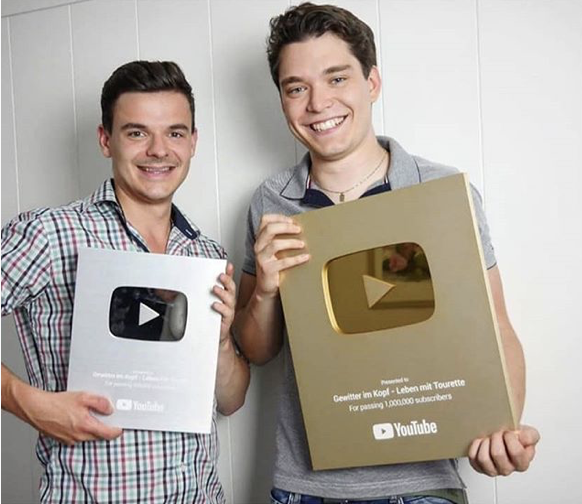
YouTube创作者奖，在粉丝达到一定数量时授予

### 資訊發佈模式
隨著2005年YouTube的開站後，提供簡單的方法讓普通電腦用戶上傳影片。而科技發達、寬頻和攝影器材的普及，使得短片資訊大行其道。憑藉其簡單的界面，使得YouTube可讓任何已上傳至網路的影片在幾分鐘之內使全世界觀眾觀看，這令網民由傳統的接收資訊者，變成資訊發佈者，網民更可成立自己的私人影院、影片發佈站、新聞站，而取代傳統的傳播媒體。每人都可創立自己的新聞頻道，或上載家庭生活短片。在此同時，愈來愈多人欣賞網上短片，令電視的收視逐漸轉移至電腦螢幕。
一個早期YouTube對社會影響的例子如2006年的巴士阿叔事件，並被廣泛的在主流媒體上討論。另一個YouTube影片獲得廣泛報導是一以電吉他彈奏需掃弦奏法（Sweep picking）技巧的搖滾版的D大調卡農，表演者的名稱雖然沒有在影片出現，隨著超過數百萬次的播放後，由《紐約時報》披露吉他手的身份為23歲南韓人林正玄，他是在其臥室中拍下此段影片。

### 網路社群
不少網友藉著自拍短片分享個人珍藏和心得，或從事商業買賣行為。以YouTube营利或維生的人也称YouTuber，获利來源大多數為经AdSense廣告系統賺取金錢，但也可能利用推銷、贊助等方式。有些YouTuber並非以YouTube為主業，可能還有其他正業。YouTuber上傳至YouTube的影片所用配樂經常采用YouTube提供的創用CC音訊來作為背景音樂，原因主要是上傳至YouTube的影片只要含有版權音樂，皆無法用于營利目的。

### 其他影响
2009年4月29日，一名英格兰孕妇在家中突感腹部不适即将分娩，其丈夫在情况紧急下在YouTube上搜索有关分娩和接生的影片教程。4个小时之后他的妻子进入分娩过程，正是根据YouTube上的影片教程，丈夫顺利的完成了妻子的接生工作。

### 使用人資料統計
2006年的一項研究發現，使用YouTube男性要比女性多出約20％。同時也發現12至17歲的年齡組，有高於其他年齡組1.5倍的機率前往瀏覽YouTube。

### 皮博迪獎
2008年，YouTube被授予當年度皮博迪獎，被譽為「發言者的角落」。獲獎理由為YouTube藉由其網站技術，使用戶能上傳、觀看和分享影片，如同一能不斷擴大的存檔 /公告板，也因此同時體現並促進民主精神。

### 音乐奖
2013年，YouTube创立YouTube音乐奖，以表彰YouTube网站上的优秀音乐录影带。

## 監管行為

### 限制敏感內容的傳播與收益
2019年7月Chad Robichaux這位Might Oaks基金会创始人表示其上傳廣告至 YouTube在審查階段被告知「基督徒」一詞為敏感詞不得出現，該基金會是一個退伍軍人身心理治療組織，這則廣告是宣傳朝鲜战争老将哈罗德鲍尔戰後透過基督教治療自己內心的紀錄片。其反問“如果我们不能使用基督徒这个词，我们作为一个基督教组织要如何运作？”2018年就發生過路德教会密苏里州议会Concordia出版社的廣告被禁，因為引用了耶稣和圣经等內容。
YouTube官方推特回复称“我们认为宗教信仰是个人的事情，所以我们不允许广告商根据宗教信仰来定位自己的用户”，然而Robichaux表示他的其他廣告中已經大量使用「基督徒」一詞，光2019年傳播也超過15萬次以上點擊，YouTube要如何自圓其說。之後当他尝试发布相同的广告影片，但关键字故意改成“穆斯林”时，发现没任何问题通過，攻破了官方說詞引起網上議論。似乎內容審查標準充滿隨意性，沒齊一化規則可言，還是比較怕得罪穆斯林群體但不怕得罪基督徒的嫌疑。
2020年初，大量YouTube用戶投訴指如果影片涉及在YouTube視為「爭議性話題和敏感事件」相關的內容，影片就會「被黃標」，無法得到廣告收入，點閱推薦也自然變差，以此間接影響他們的創作自由，嚴重者甚至封鎖帳號。及後2020年3月11日，YouTube承認將更新營利政策，並指由於網路媒體持續發展成日常生活一部分，為了「確保新聞機構和創作者能持續經營及製作優質影片」才作出此決定，並舉例如疫情主題部分將陸續容許插入廣告，但未給出具體標準和時間表。

### 自我審查
2020年2月27日，美国上诉法院就普拉格大学诉YouTube案作出判决，指《美国宪法第一修正案》所赋予的言论自由权利并不适用于YouTube。法院认为，虽然YouTube面向大众、无处不在，但仍属私人论坛性质，不是受制于宪法第一修正案司法审查的公共论坛。美国非营利组织普拉格大学表示，该组织此前在YouTube上传的涉及朝鲜战争、以色列和巴勒斯坦等议题的视频受到限制，但YouTube未对此限制做出具体说明，只表示这些视频不适合年轻观众观看。
2020年5月，有用戶發現，用戶留言中包含「五毛」、「共匪」等貶低中共政府的詞彙，就會被立即自動刪除，造成留言失敗。後被The Verge網站揭露，引發言論審查爭議。美國共和黨參議員泰德·克魯茲批評，YouTube代替中国共产党審查美國民眾，令人不安。Youtube表示是自動過濾系統發生錯誤，已就此展開調查。
2020年12月9日，YouTube表示，将开始删除指責2020年美國總統選舉存在舞弊而造成選舉结果偏差的內容。美国共和党议员质疑，Youtube的做法是在打击言论自由。2021年美國國會事件後，YouTube不久即對川普與其相關人物做出永久封禁與刪除不等的處置，再度引發言論自由權的討論。
2021年，YouTube經過實驗屏蔽不喜歡數後，11月突然宣布将在全站逐步隱藏「不喜歡」，並宣稱是根據數據提供的結果，可以保護創作者免被騷擾。該政策讓包含創始與創作者在內的不少用戶感到倒讚表達被剝奪而不滿，同時創始人之一賈德·卡林姆也一度在個人影片《我在動物園》的內容描述對政策做出批評。

### 版權侵犯與地區封禁
YouTube自成立以來，其短片曾被不少機構和公司批評為侵犯版權，如《週末夜現場》節目、NBC環球、《居家男人》、《哆啦A夢》影片版權持有者、Turner Media、日昇動畫、SHINEI_ANIMATION等公司機構。YouTube本身並不會在使用者上傳影片前，事先進行審核，而是被指為侵權的短片在版權持有人要求下，YouTube會將之刪除。使用者在上傳影片時，YouTube會顯示消息指出「請勿上傳任何電視節目、音樂影片、音樂會，或其他未經批准的廣告，除非它們的所有內容皆是由你自己所創建」。儘管已有這般建議，但在YouTube上仍有許多未經授權且具有版權內容的影片片段。
包括維亞康姆在內，Mediaset和英格蘭超級足球聯賽也已經提起訴訟反對在YouTube，聲稱YouTube在防止上載有版權的影片防治這方面做得太少。2007年3月，美国媒体公司維亞康姆向法院提交诉状，起诉YouTube及其母公司Google侵犯其作品版权，并要求10亿美元的赔偿。公司負責人指出已發現超過15萬美元價值的未經授權影片，且能直接免費的在YouTube觀看。YouTube在此事答覆中說：「協助內容所有者來保護他們自己的作品，已遠遠超出其在法律上所需負責的義務。」目前YouTube已導入修正後的地區化版權控管機制，當地區的代理商提出異議時，則將該地區排除播放，以維護代理商的權利。因此導致即使算是原始的版權持有人所經營的官方頻道，也不是任何地區都能看。提示為「這部影片含有XXX所擁有的內容，您的國家/地區的觀眾已無法再觀看該影片。」此外，YouTube也在網站上加入一名叫「Content ID」的系統，它對使用者所上傳的影片與儲存有具版權內容影片的數據庫交互比對，以減少與此相關的違法行為。2010年6月23日，維亞康姆的訴訟在簡易法庭被法官Louis Stanton駁回。維亞康姆公司宣布他們仍會繼續提起上訴。

### 對待審核員的爭議
由於有害內容的影音帶來許多社會責任方面的批評，故YouTube建立了普遍的內容審核制度，據傳所必須僱用的審查人員至少在萬人之上，同時因應上傳含有不適當的內容持續干擾社會，過於寬泛的檢查可能影響平台聲譽，故YouTube在加強人工智慧外，為了負責精準處理更多不允許的內容以及虛假消息，不斷增加所需的真實人力，然而因應審核內容也十分龐大，以至於到每個人身上的工作量十分吃重，其中很多員工在工作感到勞累壓力，因為觀看太多爭議性的內容衝擊後而逐漸出現心理病症，然而YouTube卻忽略此類工作傷害，或者透過外包卸責，前員工指控公司對於受害人不聞不問，部分人甚至因此向法庭提告。

### 監控隱私與數據洩露
2008年7月，維亞康姆贏得法院的裁決，並要求YouTube交出數據，數據上需詳細附上每個用戶的瀏覽紀錄，以讓公司了解誰在網站上看過這些侵權影片。此舉令有瀏覽習慣的個人用戶擔心，因為可藉由這些紀錄透過組合確定其IP位址和登錄名。電子前哨基金會批評這次的法院裁決令「隱私權受到侵犯」。美國地方法院法官Louis Stanton認為這是一「投機」行為，駁回這次有隱私權爭議的裁決，並要求YouTube交出約12TB的相關數據以供判決。Louis Stanton亦駁回維亞康姆要求YouTube交出搜尋引擎的原始碼，且表示說並沒有任何證據表明，YouTube的影片處理侵犯版權。
2019年9月，YouTube因侵犯儿童隐私被美国联邦贸易委员会罚款1.36亿美元。此外，YouTube还将向纽约州支付3400万美元以了结类似指控。

### 宣傳和散播意識形態的社會影響
2006年6月1日，英國獨立電視台（ITV）批評YouTube及近似的網站鼓吹暴力，因為這些網站上傳由手機拍攝的打鬥影片。雖然YouTube禁止過份暴力和色情的影片，但ITV指與這些網站溝通時有一定困難。
2007年11月7日一位芬蘭高中生在YouTube上預告後犯下校園槍擊案。
2018年4月3日，YouTuber纳森·阿格达姆（Nasin Aghdam）认为YouTube封杀她上传到Youtube上的视频，并進到YouTube总部枪击，在打伤三人后自尽。
2019年8月，美国联邦贸易委员会及消费监督组织「广告中的真相」指控YouTube频道瑞安的世界（Ryan's World）没有正确地公布视频的赞助商。指控中提到「近90%『瑞安玩具测评』影片中包括至少一个有偿的针对学龄前儿童的产品推荐，这个群体年龄太小，无法区别商业行为和测评，」而「广告中的真相」表示「这些广告往往是对不健康食品的推广」。
而事件另一面向是更早的宝洁、AT&T和Verizon等公司曾主動暫時撤下廣告，因為發現一些激進意識形態的影片中被伺服器自動運算插入自己的廣告，引發不懂電腦的群眾產生一種怪異認知，好像這些公司支持這些影片；同時更大問題是這些恐怖組織影片為何能上傳播放。後續YouTube對此類影片進行了清理，但又引發了另一派人的批判認為YouTube終究不是美國宣稱的言論自由主義主張者，而依然是一個意識形態內容審查的網站。

### 2019冠狀病毒病疫情期間嚴控疫情相關討論
2019冠狀病毒病疫情蔓延全球期間，網路控管的權利得到極大擴張，YouTube除了將跟WHO建議抵觸的內容刪除，甚至將內容有提及2019冠狀病毒病相關字眼的影片都列為黃標，限制了創作者從該影片獲得至少九成的廣告收益，也會導致演算法將其視為不推薦。這樣的言論限制逐漸普及，引發許多創作者，特別是時事作者反彈，認為標準過於寬泛而且不合理，嚴重干擾創作意願和獲利。
YouTube執行長蘇珊·沃西基於2020年4月接受CNN訪問時，仍表示凡是與世界衛生組織（WHO）建議不同的內容，將都會從YouTube平台上刪除。

### 2021年新廣告獲利政策影響
從2021年6月1日起，YouTube實行新廣告獲利政策，當中包括未來用戶在觀看影片期間，會更常見影片廣告；過往只有加入YouTube合作夥伴計畫之內容會顯示廣告，但新政策令YouTube「有權透過平台上的任何內容營利」。自此以後YouTube廣告的泛濫程度大大影響觀眾體驗感。同時，多個如Vimeo等主打非廣告獲利模式經營的影片平台漸漸成長。
在2023年底開始，全螢幕的關閉廣告阻擋器提示開始出現，針對使用廣告阻擋器的用戶，並提醒他們廣告阻擋器是違反YouTube的服務條款。

### 对YouTube的審查和屏蔽
由于YouTube上的政治及内容问题，网站至少在全球十幾个国家和地區受到过审查，包括中國大陸、巴西、印尼、伊朗、摩洛哥、突尼西亞、巴基斯坦、土耳其、沙烏地阿拉伯、敘利亞、泰国和阿拉伯聯合大公國、塔吉克斯坦等。YouTube亦被部分地方的教育机构自行封鎖。在2009年9月21日，完全无法直接访问YouTube的地区至少包括中国大陸、土耳其和利比亚。
截至目前，仍在封鎖YouTube網站的國家和地區有中國大陸、朝鲜、伊朗、土库曼斯坦和厄立特里亚。

## 安全政策
YouTube不允許色情、粗俗、違法、侵犯的頻道與內容，並會處理相關內容；而部分被判定不適合年輕人公開觀看的內容，則會設有年齡限制。
2019年，YouTube更新了更高標準的安全審核政策，嚴格禁止用戶上傳危險惡作劇和冒險影片，例如假裝住家遭入侵的情境設定、模仿電影情節挑戰蒙眼過馬路等。YouTube強調，限制有害內容是原有規定，未來也適用於對人身安全有潛在危險的惡搞影片。
YouTube表示，平台是許多熱門挑戰和惡作劇的搖籃，因此必須確保這些玩笑沒有越線，以免造成傷害。2018年年底Netflix推出新電影《蒙上你的眼》（Bird Box）後，網路社群中掀起風潮，嘗試矇眼開車和矇眼過馬路的行为大增；Netflix曾呼籲大眾不要模仿，但成效不佳。YouTube此后宣布將禁止用戶分享類似「可能導致死亡」的冒險影片，包含矇眼開車、歐美青少年流行的Tide Pod挑戰（吃洗衣球）和自燃。除了人身安全，「可能導致痛苦」的惡作劇亦不允許，尤其是以孩童為對象的玩笑，例如父母裝死或假裝遺棄孩子，可能留下終生心理陰影。違反安全政策的影片將被刪除，上傳者帳戶將被停止部分功能90天；這段期間若二次違規，可使用的功能會再度縮限。違規第三次，該帳戶將被停權。

## 彩蛋

### 愚人節
YouTube自2008年開始，每年都會在網站上發布愚人節玩笑：
- 2008年4月1日：所有在首頁上的特色影片連結都被重新定向到Rick Astley的音樂錄影帶「Never Gonna Give You Up」。[131][132]
- 2009年4月1日：當在首頁點擊一個特色影片時，整個頁面將會顛倒過來。YouTube開玩笑的聲稱說這是一個新的網頁設計。
- 2010年4月1日：YouTube在此日公布一個叫做「TEXTp」模式的画质选项，按下後會在影片將改以英文字母、符號拼湊成的画面来显示影片內容，YouTube開玩笑的聲稱這樣做是為了減少成本。
- 2011年4月1日：YouTube在此日公布一個叫做「重返1911年」的模式，按下後會在影片將把影片聲音改成牛仔音樂；影片內容變成「懷舊化影片」，YouTube聲稱：「今天，為了慶祝YouTube 100歲生日，讓我們溫故知新，重新回味1911年的第一篇部落格文章。除此之外，今天的YouTube首頁更是特別重現100年前YouTube的模樣來紀念這個里程碑。我們將帶您穿越時光隧道，回到YouTube網站草創之初。」[133]
- 2012年4月1日和2013年4月1日：YouTube標題旁出現CD圖案，點進去之後會秀出一段影片，告訴你每月可以免費送來你想要的影片DVD多少都可以，根據自己想看的內容，錄製成光碟，還有貨運海運選項，甚至可以燒錄成雷射光碟。不过，這全都是假的，因為當你勾選完選項後，它會顯示說您的貨物將在2045年6月16日送達，這部影片的演員大多是網路名人。[134]
- 2013年4月1日：YouTube在3月31日指，他們在2005年的成立，其實是為了選出世界上最佳的影片。在2013年3月31日午夜，YouTube將會停止影片上傳，截止報名，並利用10年時間，在過去8年上傳的影片中選出最佳影片。在未來2年，YouTube每天均利用12個小時的時間讀出提名名單。結果將在2023年，YouTube重新上線時公佈。4月1日當日，YouTube於網路直播第一日，長達12小時，製作認真的｢提名公佈典禮｣。[135][136]
- 2014年4月1日：YouTube在此日宣布，病毒影片發展趨勢已開始，以及用戶被允許提交想法的趨勢或模因[137][138]。

### Harlem Shake
使用YouTube搜尋「do the harlem shake」後，頁面中的元素會搖晃，並播放音樂。（新版 Youtube 網頁版已無法使用）

### 播放器进度条闪烁
在YouTube桌面端播放器中，依次输入字符「awesome」，影片播放器的进度条会呈现闪烁效果，再次输入可恢复原样式。

## 参見
- YouTube Premium
- LBRY
- bilibili
- NICONICO
- PeerTube
- Google产品列表
- 觀看次數最多的YouTube影片列表
- 最受喜歡的YouTube影片列表
- 最不受喜歡的YouTube影片列表
- YouTuber
- 在YouTube上訂閱人數最多的用戶列表
- 台灣YouTuber訂閱人數排行榜
- 中國大陸YouTube頻道訂閱人數排行榜
- 香港YouTube訂閱人數排行榜
- 觀看次數最多的YouTube韓國音樂影片列表
- YouTube總部槍擊案
- YouTuber列表（英语：List of YouTubers）
- YouTube福利與創作者獎（英语：YouTube Awards）
- YouTube Poop
- YouTube直播（英语：YouTube Live）
- YouTube交響樂團（英语：YouTube Symphony Orchestra）

## 外部連結
- 官方网站
- YouTube的Facebook專頁（英文）
- YouTube的X（前Twitter）（英文）